# Jofré de Loaisa
Jofré de Loaisa o Jofré de Loaysa (regne de Múrcia, segle xiii - Toledo?, 23 de gener de 1308) va ser un religiós, escriptor i senyor hispànic.

## Biografia
Era fill d'una nissaga d'origen francés establerta al regne de Múrcia. Son pare, també anomenat Jofré de Loaisa, havia educat els infants d'Aragó, entre els quals Violant d'Aragó. Quan la infanta va casar-se amb Alfons X de Castella, va passar a la cort castellana. Els Loaisa van rebre diverses terres conquerides a la zona fronterera entre Castella i València. El germà de Jofré fill, Garcia Jofré, va ostentar la senyoria de Petrer i de Jumella, i el mateix Jofré va ser senyor de Banyeres de Mariola i de Serrella.
Tot i això, dedicat a la carrera eclesiàstica, Jofré de Loaisa va passar la seva vida a Castella. L'any 1272 era l'abat de Santander i cap a la fi de la dècada era l'ardiaca de Toledo, càrrec que va mantenir fins als seus darrers dies.
En el camp de les lletres, Jofré de Loaisa destaca per la Crónica de los reyes de Castilla, en castellà, que continuava la crònica de l'arquebisbe Rodrigo Jiménez de Rada Historia de rebus Hispaniae. El text de Loaisa va ser traduït al llatí per Arnaldo de Cremona i abasta els regnats dels reis de Castella compresos entre 1248 i 1305.